# Майкъл Топинг
Майкъл Топинг (на английски: Michael Topping) е английски астроном и топограф.

## Изследователска и научна дейност
През 1785 г. Топинг извършва точно картиране, на базата на астрономически определени пунктове, на 32 острова от Малдивите. След отличното му представяне на Малдивите, е нает от Британската Източноиндийска компания да картира източното крайбрежие на Индия, но не му предоставя кораб за тази цел и той по суша, от ноември 1786 до ноември 1787 г., картира крайбрежието от устието на река Кришна на североизток до Калкута, фиксирайки астрономически положението на всеки важен пункт и оправя и допълва старите карти. През следващата 1788, картира останалата южна част от югоизточно крайбрежие на п-в Индостан до Полкския проток. Своите картографски и астрономически измервания използва, за да определи дължината на 1° от меридиана на тези географски ширини.
През 1792 създава първото техническо училище в Индия (то е първото извън пределите на Европа), от което на 17 май 1794 г. излизат първите осем випускници. През 1858 училището е преобразувано в строително училище, а от 1861 – в Колеж по инженерство. По същото време Топинг създава и първата астрономическа обсерватория в Индия и става пръв неин директор.